# ミス・シャーロック/Miss Sherlock
『ミス・シャーロック』（英題：Miss Sherlock）は、Hulu JapanとHBOアジアによって共同製作された日本のテレビドラマ。HBOアジアが放送される世界19か国と日本ではHuluで2018年4月27日に初配信された。全8話。

## 概要
名探偵シャーロック・ホームズとその相方ワトソンが「もし現代の東京にいたら」「もし2人とも日本人女性だったら」との新解釈のもとに描かれるミステリードラマで、物語の舞台を東京に移し、シャーロック役を竹内結子、ワトソン役を貫地谷しほりが演じる。シャーロックとワトソンを女性が演じる世界初の映像作品となる。
日本をはじめ、世界各国で放送・配信されるなど好評だったことから、本作を制作したHuluの親会社である日本テレビでは続編も検討していたが、2020年9月28日に行われた同局の定例会見にて、前日（27日）に主演の竹内が死去したことから、前述の続編の構想とその制作が不可能となったことが明らかになった。

## あらすじ
外科医師の橘和都（貫地谷しほり）は、医療ボランティア先のシリアから帰国した日に、かつての恩師が目の前で衝撃的な死を迎える事件に遭遇する。その事件の捜査中に一人の女性と出会う。名前はシャーロック（竹内結子）。彼女は、警視庁捜査一課の礼紋警部（滝藤賢一）、柴田巡査部長（中村倫也）も手を焼く難解な事件を、天才的な洞察力を以って解決に導く捜査コンサルタントだった。その傍若無人な物言いに抵抗を感じながらも、和都はシャーロックの人並み外れた推理力に心から感服する。2人は奇妙な共同生活を始め、コンビとして事件の捜査に関わるようになっていく。

## 登場人物

### 主要人物
シャーロック〈35〉双葉・シェリー・さら
演 - 竹内結子
吹き替え - 鈴木美穂（Episode8）
イギリス生まれの日本人で帰国子女。性格に難あり。『捜査コンサルタント』を名乗り警察の捜査に協力している犯罪心理学の専門家。
『ある事』をきっかけに自分からシャーロックと名乗り始め、周りもそう呼ぶようになった。なお『ある事』の正体は明らかにされていない。
集中すると周りの音が聞こえなくなる。大きい音が苦手。
第1話で221Bを訪れた和都に「視界に美的センスのないものが入ると脳の働きが鈍る」とエルメスのトレンチコートを投げつけたり、第2話でルームシェアに関する大量の条件を示したりと、身の周りのものに強いこだわりを見せる。しかし食べ物に関しては優柔不断でさまざまな食べ物を大量に注文する。
化学、医学、文学、芸術など幅広い知識を持つが日常では複雑な構造物や動物によく興味を示し、観察のために座り込んで動かなくなることもある。チョコレートホリック。コーヒー派。
よく部屋でチェロを演奏している。事件がないときはアロマの調合やキュウリの化粧水作りをすることもある。
知識や論理といった理性的なものを最も重要視しており、愛情について「そういう感情的なものは、冷静な理性の邪魔をするだけ」と切り捨て結婚や恋愛についても否定的な言動が度々見られる。「論理な思考が欠如している」ため子供が苦手である。推理の際「ある事象から全てのありえないことを排除すれば、自ずと真相は見えてくる。それがどんなに突飛な結論でも」とよく和都に語っている。
和都との関係を「友達じゃない」と否定し続けていたが、最終話で「和都は私の初めてできた友達」と語りかけ、和都の洗脳を解くために入川とライヘンバッハビルから飛び降り、死亡したかのように思われたが、柴田がゴンドラを使って助けたという説もある。最終話で和都に向かって歩いていく足元だけが映っている。(そのままエンドロールに入るので、シャーロックかどうかは定かではない)
（モデル：シャーロック・ホームズ）
橘和都（たちばな わと）
演 - 貫地谷しほり
シャーロックの相方「和都さん」。ボランティア医師団のシリア派遣から帰国した元外科医。両親は札幌に住んでおり、父親は病院を経営している。家族の反対を押し切って医師団に参加したが、自分の無力さを思い知り帰国した。
爆撃により背中一面に傷があり、帰国後PTSDに悩まされ精神的に不安定な面を見せる。
感情で動くタイプで、時に理性のコントロールを失うことがある。医師団の勧めで入川クリニックに通院しカウンセリングを受ける。
第1話の最後に泊まっていたビジネスホテル「ホテルニュー蒲田」が全焼の火事になり、221Bでシャーロックとルームシェアをすることになった。初めはシャーロックに対して警戒していたが次第に彼女の実力を信用するようになる。事件の際はシャーロックの言動をコントロールしたり、下調べをしたり、犯人に語りかけたりと助手のような役割をしている。シャーロックに推理のヒントを与えることもある。
守谷と恋人関係になるも、シャーロックが守谷に向けて発砲した場面に居合わせたことで大きなショックを受け、入川に洗脳される。入川は和都をシリアで核弾頭によるテロ計画に使おうと考えていたが、シャーロックを殺そうと射撃訓練を続け、ライヘンバッハビルでついに彼女に銃口を向けるもシャーロックの呼びかけによって自我を取り戻す。
（モデル：ジョン・H・ワトスン）
礼紋元太郎（れいもん げんたろう）
演 - 滝藤賢一
警視庁刑事部捜査一課の警部。
シャーロックに捜査協力を依頼。シャーロックの推理力を何より信頼しており、「捜査なんかして真相を見誤ったらどうする」と発言したりシャーロックのピッキングを見て見ぬふりしたりする。部下の柴田に毎度調べ物や雑用を押し付けている。
既婚者。愛妻弁当を作ってくれた際、車で食べる用にと膝に置くトレーも持たせている、気が利く奥さん。
（モデル：レストレード警部）
柴田達也（しばた たつや）
演 - 中村倫也
警視庁刑事部捜査一課の巡査部長。礼紋の部下で熱血漢な性格。シャーロックの言動によく反応し、からかわれている。シャーロックとのやり取りでは、アドリブが多い。
第7話でシャーロックに拳銃を奪われ一時警察を退職して父親の清掃会社で働くが、ゴンドラの無断使用でクビになったが、第8話では礼紋が警察の退職届けを保留していたため警察に復職している。
（オリジナルキャラクター）
守谷透（もりや とおる）
演 - 大谷亮平
戦場カメラマン。入川真理子の紹介で和都と出会う。
二年前イラクで起きた生物兵器テロに抗議するため、帝日化学から殺人ウイルスを盗み出し、シャーロックを犯人に仕立て上げた上で自分を媒介にして東京でテロを起こそうと計画する。阻止しようとしたシャーロックにより撃たれる。しかし、最終話で解剖の結果、実はウイルスにより死亡していた事が分かった。(しかし、和都にはその事実は伝えられていない)
双葉健人（ふたば けんと）
演 - 小澤征悦
シャーロックの兄で内閣情報調査室の内閣情報分析官。「20分しか時間が取れなくてね」が口癖。妹に振り回されているが、「個人的な恨み」で妹の為に上の人間を殴る妹想いの熱い一面もある。
（モデル：マイクロフト・ホームズ）
波多野君枝（はたの きみえ）
演 - 伊藤蘭
目白台の住宅街にあるシャーロックが住む屋敷、221Bの家主。
未亡人。シャーロックの両親に危機を救われた恩返しとしてシャーロックの面倒を見ている。シャーロックの身の上に起こったことは全て知っているようだが、語ろうとはしない。
（モデル：ハドスン夫人）
入川真理子（いりかわ まりこ）
演 - 斉藤由貴
吹き替え - 萩原明日香（Episode8）
和都が通う心理カウンセリングの心理カウンセラー。穏やかな口調と細やかな気配りで患者たちから信頼されている。
本名はモリワキアキラ。ハーバード大学の卒業生で、対話によるアプローチで脳に刺激を与えて犯罪を誘発させる「犯罪誘導理論」の提唱者。理論検証のためにカウンセリングの患者を洗脳し「ドック」と呼ばれる施設で教育していた。洗脳された患者たちは彼女を「マリス・ステラ」(北極座)として崇拝している。(カウンセリングの部屋の、壁に貼られた鳥を繋ぐと「こぐま座」になる)
シャーロックのことを論理的で自分と似ていると形容する一方、シャーロックが犯罪を否定し非情になりきれないことを見下している。シャーロックと過去に接点があったことをほのめかすような発言をしているが詳細は明かされていない。ライヘンバッハビルからシャーロックとともに転落し、死亡したとされている。
（モデル：ジェームズ・モリアーティ）

### ゲスト
Episode 1
- 水野亜紀子（隆之の妻） - 水川あさみ（Episode 2・3）
- 水野隆之〈49〉（外科医・和都の元同僚） - 二階堂智
- 桐崎空也（DJ・プッシャー） - 柳俊太郎
- 牧島洋平（10年前の殺人事件加害者） - 奥野瑛太
- 木原修司（クラブ オーナー） - 土平ドンペイ
- 相沢（クラブ 従業員） - 森崎ウィン
- 西川リナ（空也の恋人） - emma
- 栗本隆一〈26〉（薬物依存者） - 伊﨑右典
- 丸山教授（ポルデュ社のデジタル錠剤開発者） - 羽田真
- 広報（ポルデュ社広報担当者） - 森啓一朗
- 山口昭義 - 河屋秀俊
- 大村愛莉（10年前の殺人事件被害者） - 小畑乃々
- 縄跳び少女 - 米村莉子、小吹奈合緒
- 婦警 - 恩田愛
- 警官 - 藤代太一、栗原卓也
- 薬物依存者・司会 - 寺田ムロラン
- 薬物依存者・ボール - 前川和也

Episode 2
- 桑畑道彦（絵画修復師・売れない画家） - 児嶋一哉
- 貴倉博次（会社経営者・絵画コレクター） - 木下ほうか
- 舞原鞠子（依頼者・岸田実篤「幸子像」持ち主） - 左時枝
- ミッキー（絵画鑑定士） - 吉田メタル
- 木島優作（「幸子像」に落書きした男・フリーター） - 山根和馬
- 山下幸太郎（ゲイブルズ美術館 館長） - 難波圭一
- 柳沢慶介（ギャラリーゲルダー オーナー） - 名倉右喬
- 渡部正人 - 永岡卓也
- 森岡裕也 - 原博章
- 絵画の貴婦人 - 高井純子
- 美術館監視員 - 逢澤みちる
- 美術館職員 - 飯阪翔
- 美術館警備員 - 田野良樹
- 銀座画廊店員 - 土井きよ美
- 目撃者の男 - 石川誠
- 舞原鞠子の夫（故人） - 国枝量平
- 子供 - 浅葉隆成、藤本陽向、桑折侑良

Episode 3
- 椎名由麻（亜里沙の妹） - 木南晴夏（Episode 4・5）
- 椎名亜里沙（ヘッドハンター） - 紺野まひる（Episode 6）
- 米山俊夫（図書館スタッフ） - 田中圭
- 綿貫弘（モーソン製薬研究室主任） - 菊池均也
- 灰谷玲子（依頼人・製薬会社で薬の開発をしている研究者） - 安藤聖
- 真田正德（モーソン製薬特別研究員・綿貫博士の助手） - 伊嵜充則
- 藤井昇 - 宮澤寿
- 椎名姉妹の父 - 岩本淳
- 図書館館長 - 緒口幸信
- 兼森広帆、岩崎茜衣、上杉宗睦

Episode 4
- 若杉さくら（涼太の再婚相手） - 安達祐実
- 若杉涼太（さくらの夫） - 高橋努
- 若杉静枝（さくらの母） - 朝加真由美
- 湊アンナ（元タレント） - MEGUMI
- 結城カイト（劇団員・みすずの元婚約者） - 川岡大次郎
- 若杉大輝（涼太の連れ子） - 伊藤駿太
- 祈祷師（静枝がお祓いのために呼んだ祈祷師） - ふくまつみ
- 住職（さくらが墓参りしている寺の住職） - 大川ヒロキ
- 片岡（みすずが在籍していた劇団の代表） - 山中聡
- 原口希美（波多野君枝の友人） - 小山田みずき
- 山本佐織 - 雨音めぐみ
- 中岩由美子 - 中野麻衣
- リポーター - 小森郁子
- 仮屋みすず（舞台女優・4年前交通事故死・さくらの高校の同級生） - 敷波美保
- 若杉若菜（さくらと涼太の娘） - 飯塚秋羽、後藤涼音
- オルファム - 田中裕大

Episode 5
- 真島理紗（冴木の結婚相手・モデル） - 泉里香
- 冴木数馬（新進気鋭のジュエリーデザイナー） - 淵上泰史
- 香田夏雄（山岳カメラマン・2年前の西野未来殺害の被疑者） - 毎熊克哉
- 立川功（結婚式場支配人） - 湯江タケユキ
- 横川真子（ウェディングプランナー） - 荻野友里
- 神崎奈々美（冴木の婚約者と名乗る女性） - 近野成美
- 西野未来〈享年26〉（2年前刺殺される） - 梅舟惟永
- 西野恵子（未来の母） - 宮地雅子
- コンビニ店長 - 夙川アトム
- 中岩由美子 - 中野麻衣（Episode 6）

Episode 6
- 鷹山幸一（政治家・元警察庁長官） - 小木茂光
- 鷹山優一（幸一の息子・東城大学3年生） - 山田裕貴
- 高井義之（居酒屋「たかい」店主・由梨の父） - 飯田基祐
- 鷹山静香（幸一の妻） - 野村真美
- 飯田弘明（幸一の秘書） - 水橋研二
- 中年女性（高井の隣人） - イモトアヤコ
- 向山涼子（科捜研 主任） - 信川清順
- 市原（鷹山家の家政婦） - 角南範子
- 涌井三郎（交通事故被害者遺族の会「ひなた」代表） - 清水一彰
- 早川（科捜研 研究員） - 傳田うに
- 川崎雄三〈45〉（捜査一課 刑事） - 三月達也
- ジェームス教授 （ケンブリッジ大学 教授）- イアン・ムーア
- 高井由梨〈23〉（ネイリスト・5年前死亡） - 寺下怜見
- 高井の妻 - 山本映子

Episode 7
- 倉田美月（手塚の恋人） - 菊地凛子（Episode 8）
- 高橋管理官（公安管理官） - 高杉亘（Episode 8）
- 桐嶋亨（国家戦略担当大臣） - 山路和弘
- 太田博隆（帝日化学） - 堀部圭亮
- 河西警部（公安） - 北山雅康（Episode 8）
- 手塚昭彦（帝日化学 研究員） - 本間剛（Episode 8）
- 秘書（桐嶋の秘書） - 杉浦大介
- 広報室長 - 吉永秀平（Episode 8）
- 捜査員 - 田中惇之、志賀龍美、吉川一勝、石橋侑大（いずれもEpisode 8）
- 公安 - 関野昌敏、森本のぶ、熊本陸斗、古澤光徳、山下徳久、中村嘉宏（いずれもEpisode 8）

Episode 8
- 大五郎（ホームレス） - 渡辺いっけい
- 榊原邦夫（元東大原子物理学教授・半年前病死） - 酒向芳
- 篠宮史斗（マリス・ステラ信者） - 山本直寛
- クライアント - 木村トモアキ、永井若葉
- 幹部（マリス・ステラ幹部） - 花戸祐介、カゴシマジロー
- 警察官 - 村本明久
- 清掃作業員 - 清水尚哉
- 守衛 - 佐藤佑哉

## スタッフ
- 脚本 - 丸茂周、小谷暢亮、政池洋佑、及川真実、森淳一
- 監督 - 森淳一、瀧悠輔、松尾崇
- 音楽 - 末廣健一郎
- 設定監修 - 北原尚彦
- 警察監修 - 古谷謙一
- 医療監修 - 中澤暁雄
- 科学監修 - 岩尾徹
- 核兵器監修 - 今井智大
- スタント&アクション - OHARA BROS（小原剛、兼森広帆、高橋暁、松上順也、岩崎茜衣、金子起也）
- ガンエフェクト - 早川光
- 特殊メイク - メイクアップディメンションズ（江川悦子、神田文裕、佐々木誠人、平林諒）
- 技術協力 - IMAGICA
- 美術協力 - 東宝映像美術、日映装飾美術、高津装飾美術
- ポスプロ - アクティブ・シネ・クラブ
- エグゼクティブプロデューサー - 長澤一史（Hulu）、毛利忍（Hulu）、Jonathan Spink（HBO ASIA）、Beibei Fan（HBO ASIA）、石田和義（ROBOT）
- プロデューサー - 戸石紀子（Hulu）、村上公一（ROBOT）
- 制作プロダクション - ROBOT
- 制作著作 - HJホールディングス、HBO PACIFIC PARTNERS

## 配信日程
| 配信回   | 配信日  | サブタイトル             | 脚本                                                        | 監督   |
| -------- | ------- | ------------------------ | ----------------------------------------------------------- | ------ |
| Episode1 | 4月27日 | 最初の事件               | 丸茂周、政池洋佑、森淳一 （脚本協力：吉井三奈子、及川真美） | 森淳一 |
| Episode2 | 5月04日 | ひげの幸子像の謎         | 丸茂周、及川真美、森淳一 （脚本協力：政池洋佑）             | 森淳一 |
| Episode3 | 5月11日 | ヘッドハンターの素顔     | 小谷暢亮、及川真美、森淳一 （脚本協力：政池洋佑）           | 森淳一 |
| Episode4 | 5月18日 | 武蔵野ヶ丘のヴァンパイア | 小谷暢亮、森淳一 他                                         | 瀧悠輔 |
| Episode5 | 5月25日 | 消えた新婦               | 小谷暢亮、丸茂周、政池洋佑、森淳一                          | 瀧悠輔 |
| Episode6 | 6月01日 | マリス・ステラ           | 小谷暢亮、政池洋佑、森淳一                                  | 瀧悠輔 |
| Episode7 | 6月08日 | 最後の事件 前編          | 丸茂周、及川真美、森淳一 （脚本協力：政池洋佑）             | 松尾崇 |
| Episode8 | 6月15日 | 最後の事件 後編          | 小谷暢亮、丸茂周、及川真美、森淳一 （脚本協力：政池洋佑）   | 瀧悠輔 |

### 放送
Episode1が日本テレビにて2018年5月10日（9日深夜）に地上波放送された。
Episode1〜8がチャンネルNECOにて2019年夏に、また2020年1月5日に一挙放送された。
Episode1とEpisode2が、日本テレビの『金曜ロードSHOW!』枠内で、2020年6月5日に、日本テレビ系列局で地上波放送された。

## 受賞歴
- 東京ドラマアウォード2018 衛星・配信ドラマ部門 優秀賞[10]
- Asian Academy Creative Awards 2018 最優秀作品賞（Best Drama Series）[11]

## 関連商品

### ノベライズ
- ミス・シャーロック ノベライズ（著者：木犀あこ、脚本：丸茂周、小谷暢亮、政池洋佑、及川真実、森淳一、2018年6月19日、JUMP j BOOKS、ISBN 978-4-08-704015-9）

### DVD
- ミス・シャーロック/Miss Sherlock（4枚組）（2019年1月23日、ポニーキャニオン、PCBE-63759）